# Archaeoceti
Archéocètes
Micro-ordre
Les Archaeoceti (archéocètes en français) forment un groupe, un micro-ordre fossile de mammifères cétacés, terrestres et aquatiques, qui vivaient il y a de 43 à 36 Ma.

## Historique
Le micro-ordre ou clade des Archaeoceti est décrit en 1883 par le paléontologue britannique William Henry Flower (1831-1899),.

### Fossiles
Selon Paleobiology Database en 2025, le nombre de collections référencées de fossiles est de vingt-et-une. Ces collections sont de Bortonian de l'Éocène moyen au Rupélien de l'Oligocène inférieur, c'est-à-dire datant de 42,6 à 27,3 Ma avant notre ère.

## Description
Les espèces regroupées dans ce taxon ont encore conservé leurs membres postérieurs, mais, du fait de leur descendance supposée, seraient amphibies et ensuite aquatiques, leur alimentation étant composée principalement de poissons. Plus d'une vingtaine de fossiles ont été découverts.
Les fossiles les plus anciens (env. 50 Ma) connus et se trouvant à la base de la phylogénie des cétacés sont ceux de la famille des Pakicetidae, nommés par leur endroit de découverte au Nord du Pakistan et certaines régions de l’Inde. Cette famille comporte trois genres : Ichthyolestes, Pakicetus et Nalacetus. Leur morphologie était proche de celle des loups actuels mais d’une taille inférieure et avec les yeux positionnés sur la partie supérieure du crâne comme chez les crocodiliens. Ces fossiles présentant l’os ectotympanique avec un large involucrum ont indiqué leur relation phylogénique avec le reste des cétacés.

## Histoire de leur dispersion
Les premiers cétacés, comme Pakicetus, ont eu comme origine la région de l’Indo-Pakistan, au temps de l’Éocène inférieur (env. 50 Ma). Des fossiles de baleines amphibies comme Maiacetus, un protocétidé datant du début de l’Éocène moyen (env. 47.5 Ma), ont été aussi découverts au Pakistan. À Kpogamé en Togo, des fossiles de protocétidés datant de 43-46 Ma ont été découverts révélant une dispersion vers l’ouest depuis le sud de l’Asie en passant par le Nord de l’Afrique. Peregocetus pacificus, datant de 42.6 Ma est le premier fossile d’un protocétidé amphibie découvert en Amérique du Sud et représente actuellement le plus ancien de tout le continent Américain. Sa découverte supporte l’hypothèse d’une première dispersion vers l’hémisphère Sud de l’Amérique depuis le nord-est de l’Afrique. Des fossiles de la même famille de cétacés amphibies montrent leur arrivée en Amérique du Nord avant il y a 41.2 Ma. D’autres hypothèses de chemins de dispersion en direction de l’hémisphère Nord de l’Amérique sont moins probables dû au manque de preuves paléontologiques, la paléogéographie de l’époque de l’Éocène et les fortes similarités morphologiques entre P. pacificus et des taxons de protécétidés du nord-est de l’Afrique. Les protocétidés seraient donc les premiers cétacés ayant été dispersés jusqu’à atteindre l’océan pacifique .

## Taxonomie, classification et histoire évolutive
Le terme d'archéocètes a été construit à partir des termes grecs anciens qui se traduisent par « ancien » et « baleine ». Les synonymes les plus connus sont Zeuglodontia et Hydrothereuta. Ce groupe, lorsqu'il a été créé, incluait à la fois les cétacés et d'autres fossiles d'ongulés, ayant des caractéristiques dentaires particulières. Dans cette hypothèse, tous ces animaux auraient dérivé d'ancêtres Mesonychia. Toutefois, des études en phylogénie moléculaire révèlent que les cétacés, et donc les archéocètes ont plus probablement évolué à partir d'un autre type d'artiodactyles, plus proche des hippopotamidés.
Les ancêtres des archéocètes ont probablement divergé des artiodactyles, à l'époque de l'extinction du Crétacé-Tertiaire. Une espèce d'archéocète particulière de la famille des Basilosauridae, allait évoluer vers les cétacés modernes à partir de la fin de l'Éocène. De ce fait, le taxon est paraphylétique, puisque formant un sous-ordre ne comprenant ni les odontocètes ni les mysticètes pourtant issus d'une même lignée.
La plupart des espèces, y compris les espèces terrestres, ont disparu à la fin de l'Oligocène.

### Liste des taxons
| Classification classique | Classification phylogénétique |
| --- | --- |
| - ordre des cétacés - sous-ordre Archaeoceti - famille Pakicetidae - famille Ambulocetidae - famille Remingtonocetidae - famille Protocetidae - sous-famille Protocetinae - sous-famille Makaracetinae - sous-famille Georgiacetinae - famille Kekenodontidae - famille Basilosauridae - sous-famille Basilosaurinae - sous-famille Dorudontinae - sous-famille Stromeriinae - sous-ordre Mysticeti - sous-ordre Odontoceti | o Cetartiodactyla ├─o Artiodactyla └─o Cetacea ├─o Pakicetidae └─o ├─o Ambulocetidae └─o ├─o Remingtonocetidae └─o ├─o Protocetidae └─o ├─o Kekenodontidae └─o Pelagiceti ├─o Basilosauridae └─o Neoceti ├─o Odontoceti └─o Mysticeti |

### Publication originale
- [1883] (en) William Henry Flower, « On the arrangement of the Orders and Families of existing Mammalia », Proceedings of the Zoological Society of London, vol. 1883,‎ 1883, p. 178-186 (lire en ligne).